# Queen
Queen je britanski rock sastav nastao 1970. godine raspadom grupe "Smile" koju su činili dvoje originalnih članova Queena, Brian May i Roger Taylor. Nakon odlaska pjevača Tima Staffella, mjesto popunjava Freddie Mercury, a nakon nekoliko neuspješnih basista, 1971. priključuje im se basist John Deacon. Prvi album Queen izdan je 1973., a drugi Queen II godinu dana poslije i sadržavao je singl "Seven Seas of Rhye" koji je postao njihov prvi hit, te im otvorio put. Krajem iste 1974. godine izdaju treći album Sheer Heart Attack koji je donio potpuni komercijalni i artistički proboj te afirmaciju sastava, a singl "Bohemian Rhapsody" s četvrtog albuma A Night at the Opera postaje njihov najveći hit i zaštitni znak, kao i sam album koji isto postiže veliki uspjeh. Nakon toga sastav ulazi u svoje uspješno razdoblje koje je trajalo u drugoj polovini sedamdesetih i tijekom osamdesetih sve do smrti pjevača Freddie Mercuryja 1991. godine. Sastav je poznat po svojim glazbeno raznovrsnim aranžmanima, vokalnim harmonijama i jedinstvenom sudjelovanju publike na nastupima uživo.
Queen su izdali petnaest studijskih albuma, pet koncertnih albuma, te brojne kompilacijske albume. Prodali su preko 300 milijuna primjeraka u cijelom svijetu, uključujući više od 35.5 milijuna samo u SAD-u. Njihova prva Greatest Hits kompilacija iz 1981. godine je britanski najprodavaniji album svih vremena. Pjesme "We Will Rock You" i "We Are the Champions" iz 1977. postale su stadionske himne i još uvijek se izvode na gotovo svim sportskim događajima širom svijeta. Queen se smatraju jednim od najvećih, najuspješnijih i najutjecajnih britanskih i svjetskih rock sastava. Njihov nastup na Live Aid humanitarnom koncertu u Londonu iz 1985. godine se obično navodi kao najbolja koncertna izvedba ikad, dok se "Bohemian Rhapsody" smatra jednom od najboljih rock pjesama u povijesti. 2001. godine sastav je uveden u Rock And Roll kuću slavnih.
Nakon Mercuryjeve smrti 1991. i Deaconovog povlačenja s glazbene scene 1997., May i Taylor surađuju s Paulom Rodgersom pod imenom Queen + Paul Rodgers. 2005. snimaju koncertni album Return of the Champions, a u studenom 2006. započinju snimanje studijskog albuma The Cosmos Rocks kojeg su objavili 15. rujna 2008. godine.

## Povijest

### Rane godine (1968. – 1973.)
1968. godine gitarist Brian May, student londonskog Imperial College-a i basist Tim Staffel odlučuju osnovati rock sastav. May preko oglasa na fakultetu traži bubnjara koji svira u stilu Ginger Bakera iz grupe Cream i Mitch Mitchella iz The Jimi Hendrix Experience, te nakon audicije Roger Taylor, mladi student stomatologije postaje članom sastava nazvanog "Smile". Stvarali su uglavnom pod utjecajem Jimi Hendrixa, Pink Floyda, Yesa te Genesisa, kombinirajući hard rock i progresivni rock kasnih šezdesetih. 1969. godine imali su prvo studijsko snimanje u londonskom Trident studiju gdje su snimili neke od svojih pjesmama i prvi singl. Staffel je pohađao Ealling Art College s Farrokhom Bulsarom, kasnije poznatim pod imenom Freddie Mercury, te ga je upoznao sa sastavom. Kada je Staffel 1970. napustio "Smile" da bi se pridružio sastavu "Humpy Bong", sastav je prestao postojati. Bulsara nagovara Maya i Taylora da nastave, te postaje pjevač sastava čije je ime promijenjeno u Queen. Novi pjevač je donio sa sobom novi imidž i nove glazbene utjecaje, te je osmislio logo i vizualnu prezentaciju grupe. Sastav je nastupao po raznim klubovima u Londonu i okolici, izvodeći svoju vrstu hard rock glazbe s elementima tada dominantnih glazbenih pravaca poput progresivnog i glam rocka, te su brzo počeli dobivati svoje prve sljedbenike i poklonike kojih je bilo sve više. U početku je sastav imao mnogo basista koji se nisu uklopili, ali 1971. godine uzimaju John Deacona i započinju rad na svom prvom albumu.
1973. godine nakon mnogo odgađanja, sastav izdaje svoj prvi album nazvan Queen. Album je bio dobro prihvaćen od strane kritičara, no nije se dobro prodavao, kao ni njegov singl "Keep Yourself Alive" koji se nije uspio plasirati na top liste. Prvijenac je predstavio njihovu maštovitu smjesu hard rock, te progresivnih i glam pristupa pod utjecajem heavy metala i progresivnog rocka tog vremena. Smatra se jednim od najboljih i najpodcjenjenijih debitantskih albuma hard rock žanra, te utjecajnim albumom heavy metala.
Drugi album Queen II izdan je 1974. i dostigao je peto mjesto na britanskim top ljestvicama albuma, dok je njegov singl "Seven Seas of Rhye" dospio na broj 10 u Velikoj Britaniji i postao prvi hit sastava. Album je njihovo najžešće i najmračnije ostvarenje koje sadrži mnogo dugih i kompleksnih instrumentalnih pasaža, a tekstovi su uglavnom fantastičnog karaktera. U ovom periodu Queen su imali turneju po Britaniji i SAD-u na kojoj su svirali kao predgrupa sastavu Mott the Hoople gdje su zamijećeni po svojim žestokim i energičnim nastupima, te ekstravagantnim kostimima. Album je omiljeno izdanje obožavateljima sastava i prvi je u nizu od njihova tri albuma koji se navode u knjizi "1001 album koji morate čuti prije smrti".

### Vrijeme probijanja (1974. – 1976.)
Rad na trećem albumu Sheer Heart Attack započet je bez Maya zbog njegovih zdravstvenih problema, koji je svoje gitarističke dionice snimio naknadno, te je bio snimljen i izdan krajem 1974. godine. Postao je broj dva u Velikoj Britaniji, dobro se prodavao u cijeloj Europi, a u SAD-u je dostigao platinastu nakladu. Sastav je tada prvi put doživio komercijalni uspjeh i visoku poziciju na top listama s obje strane Atlantika. Njegov prvi singl "Killer Queen" je postao prvi svjetski hit sastava, dospjevši do broja 2 u Britaniji i broja 12 u SAD-u, dok je drugi singl s albuma "Now I'm Here" bio broj 11 na britanskoj listi singlova. Na albumu su eksperimentirali s raznim glazbenim stilovima i od tada Queen donekle napušta progresivna nastojanja svojih prvih dvaju albuma te se više okreću prema pjesmama jednostavnije, te ujedno prihvatljivije forme i strukture. Sheer Heart Attack se smatra prvim "klasičnim" albumom Queena na kojemu su razvili svoj prepoznatljivi stil i jednim od njihovih najboljih izdanja. I ovaj album se navodi u knjizi "1001 album koji morate čuti prije smrti".
1975. godine sastav je otišao na svoju prvu svjetsku turneju koja je započela u SAD-u. Nakon dva mjeseca provedena u Americi i dva u Europi, uputili su se u Japan gdje su doživjeli ogroman uspjeh i gdje ih je dočekalo na tisuće euforičnih obožavatelja s transparentima dobrodošlice. May je poslije izjavio:"Teško nam je bilo sve to shvatiti. Kao da smo došli u neki drugi svijet". Queen će se ubrzo naviknuti na taj drugi svijet. Međutim, sastav je unatoč svim tim uspjesima bio u financijskim teškoćama zbog svog ugovora s Tridentom, koji su uspješno raskinuli i promijenili menadžment. Ubrzo nakon toga izlazi epski singl "Bohemian Rhapsody" i četvrti album A Night at the Opera. "Bohemian Rhapsody", koja je u početku izazvala podijeljene kritike, postiže ogroman uspjeh i provodi punih devet tjedana na vrhu britanske top liste singlova, rušeći sve prethodne rekorde. Za pjesmu je snimljen i promotivni film koji je postao prvi spot u povijesti popularne glazbe što je također doprinijelo njenom velikom uspjehu. Album također postaje britanski broj jedan, dospijeva na četvrto mjesto u SAD-u, gdje postiže trostruku platinastu nakladu. Poput prethodnika album sadržava različite glazbene stilove i eksperimentiranje sa zvučnom slikom i produkcijom. Ambiciozno izdanje nazvano po popularnom filmu braće Marx A Night At The Opera predstavlja vrhunac u diskografiji Queena i njihovo je najbolje studijsko ostvarenje. Album je redovito uključen u razne izbore najboljih ostvarenja rock glazbe i predstavlja remek-djelo hard rocka. Poput prethodna dva albuma i ovaj je uključen u knjigu "1001 album koji morate čuti prije smrti" kao treći i zadnji album Queena. Osim "Bohemian Rhapsody" sastavu su veliki uspjeh donijele i pjesme "You're My Best Friend", koja je izdana kao drugi singl s albuma i "Love of My Life" koja je postala koncertni favorit. Svjetska turneja albuma je trajala gotovo punih 5 mjeseci, od studenog 1975. do travnja 1976. godine, a kulminirala je slavnim koncertom u londonskom Hyde Parku pred 150 000 obožavatelja. Bila je to prekretnica u karijeri sastava i njihov definitivni ulazak u prvu ligu.

### Daljnji uspjeh (1976. – 1979.)
Nakon toga krajem godine sastav objavljuje svoj peti album A Day at the Races, koji je također dobio ime po još jednom filmu braće Marx. Pokazalo se da je teško ponovno dostići kreativnu razinu kvalitete prethodnika i standarde koji su si sami postavili, pa album nije doživio uspjeh kod kritike ali jest kod publike: bio je to njihov drugi britanski broj jedan album i donio je još jedan megahit "Somebody to Love" koji je dospio do drugog mjesta britanske ljestvice singlova. I ovaj album je postigao platinastu nakladu u SAD-u.
Queen započinju novu tromjesečnu turneju, najprije u SAD-u i Kanadi sa sastavom Thin Lizzy kao predgrupom, a zatim i jednomjesečnu u Europi. Vrhunac turneje su bili koncerti u prestižnoj londonskoj dvorani Earls Court, kao službeni dio ceremonijala obljetnice kraljice Elizabete. Nedugo zatim, javlja se punk pokret i mnogi glazbeni kritičari su govorili i smatrali da je sastavima poput Queena došao kraj. Međutim, grupa će tek u narednim godinama koje su uslijedile doseći svoj komercijalni vrhunac.
1977. godine bubnjar Roger Taylor je objavio singl I Wanna Testify, koji se nije uspio probiti na top liste. Novi album News of the World izlazi krajem godine i opet postiže veliki uspjeh, te postaje najuspješniji album sastava u SAD-u dotada gdje dostiže četverostruku platinastu nakladu. Singlovi "We Will Rock You" i "We Are the Champions" postaju njihovi najveći hitovi dospjevši do broja 2 u Britaniji i broja 4 u SAD-u. Pjesme su postale bezvremenske stadionske rock himne koje se slušaju na mnogim sportskim događajima. Prvu je napisao Brian May, a drugu Freddie Mercury. May je opisao album "kao povratak korijenima i baznom zvuku" i na njemu se sastav potpuno odmaknuo od svog progresivnog zvuka u korist jednostavnijeg rock izričaja. Album se smatra "klasičnim" izdanjem Queena i hard rocka kasnih sedamdesetih, te jednim od njihovih najboljih ostvarenja. Također album se drži kao esencijalni gitaristički album Brian Maya.
1978. godine izdaju album Jazz (britanski broj 2) koji je nastavio trend prethodnika s nešto novih glazbenih pravaca, koji je doživio podijeljene kritike. Donio je još žešći zvuk od prethodnika ali je ujedno bio i njihov prvi album koji je sadržavao pop pjesme. Uspješnice s albuma su bili "Fat Bottomed Girls", "Bicycle Race" i "Don't Stop Me Now". Kontroverzna promocija prva dva singla i spot za "Bicycle Race" uznemirili su brojne duhove, jer je video uradak prikazivao gole žene kako voze biciklističku utrku na Wimbledon stadionu. Zbog brojnih pritužbi, spot je zabranjen a slika za singl je kasnije cenzurirana. Kontroverza se nije smirila jer je sastav na turneji za promociju albuma koja je uslijedila za vrijeme izvođenja pjesme "Bicycle Race" redovito bio praćen na pozornici s golim manekenkama kako voze bicikle. Zbog naporne turneje, sastav si je također znao dati oduška razuzdanim zabavama, o kojima se naširoko i naveliko pisalo diljem svijeta, čime su stekli reputaciju raskalašenih i razuzdanih rock zvijezda.
Tijekom europskog dijela turneje prva tri mjeseca 1979. godine snimljen je prvi koncertni album sastava dvostruki "Live Killers", koji se sastojao od pjesama s više različitih koncerata. Album je bio vrlo uspješan dospjevši do broja tri britanske top liste i dosegnuo je dvostruku platinastu nakladu u SAD-u. Singl s njega "Love of My Life" u koncertnom akustičnom aranžmanu je postao broj 1 u zemljama Južne Amerike. U sklopu ove turneje sastav je nastupio i u Zagrebu, što je bilo njihovo jedino gostovanje u Hrvatskoj. Krajem godine izlazi megauspješnica "Crazy Little Thing Called Love" koja dospijeva na broj 2 u Britaniji i postaje njihov prvi Američki broj 1. Pjesma je bila napravljena u rockabilly stilu i imala je Elvisov prizvuk, te je brzo postala popularna diljem svijeta. Spot za pjesmu je prvi put predstavio Mercuryja kako svira gitaru. Nakon toga sastav je napravio koncertnu mini-turneju po Britaniji nazvanu "The Crazy Tour" na kojoj su nastupali po manjim klubovima i dvoranama kao na početku karijere, a zadnji nastup bio je u londonskom Hammersmithu na Badnjak kao dio serije humanitarnih rock koncerata za ratom poharanu Kambodžu. Novo desetljeće je bilo na pragu, dolazili su novi glazbeni stilovi, a sastav ih je pratio.

### Osamdesete i novi zvuk (1980. – 1984.)
Osamdesete su donijele novi zvuk i imidž sastava. Freddie Mercury je pustio brkove, John Deacon je već imao kratku kosu, a Roger Taylor je dodatno skratio svoju. Jedini član koji će ostati dosljedan svome imidžu i dan danas je Brian May. Na samom početku desetljeća grupa izdaje singl "Save Me" koji postaje hit u Britaniji (broj 11) i Europi, te na pjesmi po prvi put koriste sintisajzer i animirane efekte u spotu. Pola godine poslije izlazi njihov osmi studijski album The Game koji postaje i britanski i američki broj jedan, postavši njihovo najuspješnije izdanje. Album je bio jedini u diskografiji sastava koji je postigao takav uspjeh, te je istovremeno bio na vrhovima Billboardove rock, disco i R&B top liste, te je prodan u više od 4.5 milijuna primjeraka u SAD-u. Također je donio sastavu njihovu jedinu nominaciju za prestižnu glazbenu nagradu Grammy u kategoriji najbolje rock pjesme za novi superhit, John Deaconovu funkom nadahnutu "Another One Bites the Dust". Pjesma je bila britanski top 10 hit, ali u SAD-u je bila na vrhovima rock, disco i R&B top lista, postavši njihov najuspješniji "crossover" singl i najveći američki hit. Na albumu su se našli i prethodni hit-singlovi "Crazy Little Thing Called Love" i "Save Me", te "Play The Game" koja postaje britanski i europski top 20 hit. The Game je bio prvi album Queena na kojemu je korišten sintisajzer i koji je predstavio više pop-rock zvuk za razliku od prethodnih izdanja; ujedno je bio i njihov prvi album koji je uključivao četiri singla izdana u Britaniji i koji ih je definitivno uveo u rock mainstream. 
Za vrijeme turneje albuma koja je bila najveća u karijeri sastava napravili su i glazbu za film Flash Gordon, koji je postao prvi visokobudžetni filmski spektakl s kompletnom rock zvučnom kulisom. Istoimeni album s glazbom iz filma sastav je objavio krajem 1980. godine kao svoj službeni studijski album i smatra se jednim od prvih takvih izdanja od rock sastava. Naslovna tema filma pjesma "Flash" je izdana kao singl i dospjela je na broj 10 britanske liste singlova.
1981. godinu sastav započinje s koncertima po Južnoj i Srednjoj Americi, postavši prvi zapadni rock sastav koji je nastupio u tim zemljama. Turneja je uključivala koncerte po stadionima u Brazilu, Argentini, Venezueli i Meksiku, a sastav je postavio dotadašnji rekord u posjećenosti jednoga rock koncerta na svom prvom brazilskom koncertu u Sao Paulu nastupivši pred više od 130 000 posjetitelja. Pet nastupa u Argentini izazvali su kontroverze tada jer je državni režim bio njihov pokrovitelj i sastav je bio u audijenciji kod predsjednika (osim Taylora), u vrijeme kad je Argentina bila u međunarodnoj izolaciji i napetim odnosima s Britanijom zbog Falklandskog otočja, što je kasnije rezultiralo i kratkotrajnim ratom. Nakon izbijanja sukoba sastavu je doživotno zabranjeno nastupati u Argentini od strane njihovog tadašnjeg režima. Krajem godine Queen su nastupili na dva koncerta u kanadskom Montrealu koji su snimljeni za prvi video koncert sastava te izdani pod nazivom We Will Rock You. U isto vrijeme sastav izdaje Greatest Hits kompilacijski album, koji je donio presjek njihovih najvećih hitova u prvih deset godina postojanja. Album je odmah po izlasku postao britanski broj jedan i njihovo je najprodavanije izdanje. 2006. godine kompilacija je postala britanski najprodavaniji album u povijesti koji je prodan u više od 5.6 milijuna primjeraka, dok je u Americi dosegla osmerostruku platinastu nakladu. Album je u vrijeme izlaska pratilo i video izdanje koje je donijelo sve spotove za njihove singlove u periodu od 1973. do 1981. godine nazvano "Greatest Flix", koje je postalo prvi britanski broj 1 videoalbum ikad. 2002. godine izdano je njegovo dvd izdanje pod nazivom Greatest Video Hits 1. Svoju najuspješniju godinu u karijeri Queen su zaključili s inovativnim singlom koji su napravili zajedno s Davidom Bowiem "Under Pressure", koji je postao njihov drugi britanski broj 1 hit. Istovremeno, bubnjar Roger Taylor je postao prvi član sastava koji je izdao svoj samostalni album Fun In Space.
1982. godine sastav izdaje svoj novi studijski album Hot Space, koji je bio prekretnica u njihovoj karijeri zbog netipičnih glazbenih stilova i inovacija koje je donio, te ga kritičari i publika nisu dobro prihvatili. Nadahnuti ogromnim uspjehom megahita "Another One Bites the Dust", Queen su odlučili svoj novi album u cijelosti napraviti u funk i dance stilu, što je rezultiralo drastičnom promjenom zvuka i padom popularnosti grupe, posebno u Americi. Album je ipak dospio do broja četiri u Britaniji i imao je uspješne singlove "Body Language" i "Las Palabras De Amor". Queen su se nastojali iskupiti na masivnoj turneji koja je uslijedila u Europi, Americi i Japanu, čiji vrhunac je bio odličan nastup na londonskom Milton Keynes stadionu (izdan 2004. na dvd-u pod nazivom On Fire: Live At The Bowl). Ova turneja se smatra jednom od najboljih u karijeri sastava i bila je njihova zadnja turneja u SAD-u i Kanadi.
Nakon toga i desetogodišnjeg neprekidnog rada i turneja, sastav je odlučio narednu 1983. godinu provesti slobodno, što je odmah izazvalo špekulacije o raspadu. Aktivni članovi sastava su bili gitarist Brian May koji je gostovao na koncertima različitih sastava, te snimio mini-album s Eddie Van Hallenom nazvan Star Fleet Project; i bubnjar Roger Taylor, koji je izdao svoj drugi samostalni album Strange Frontier.
Početkom 1984. godine grupa započinje s radom na svom novom albumu, na kojemu su se vratili zvuku s albuma prije Hot Space, kombinirajući svoje stare provjerene recepte. Bilo je to prvi puta u karijeri da je sastav pravio unaprijed određeni album i igrao na sigurno, što se u konačnici i isplatilo. Novi album The Works predstavio je povratak "čvršćem" rock zvuku na tragu "Jazz" i "The Game", dospio je na broj dva i postao njihov najprodavaniji album u Britaniji dotad s trostrukom platinastom nakladom. Album je donio megauspješnice "Radio Ga Ga" i "I Want to Break Free" koje su postale jedne od najvećih britanskih i europskih hitova sastava, te uspješnice "It's A Hard Life" i "Hammer to Fall". Zanimljivo je da je svaki član sastava autor jedne od ovih uspješnih pjesama. Svaki od navedenih singlova su pratili izvrsni i ekstravagantni video uradci, koji su među najboljima koje je grupa napravila. Kontroverzni spot za pjesmu "I Want to Break Free" u kojemu sastav parodira britansku TV sapunicu obučeni u žensku odjeću, uzbunio je mnoge i donio velike kritike, te na koncu bio i zabranjen u Americi. Iako je The Works označio veliki povratak sastava, te se smatra njihovim "klasičnim" i najboljim albumom iz osamdesetih, nije dobro prošao u SAD-u poput prethodnika, što je rezultiralo prvim neodlaskom na američku turneju. Queen su započeli svoju svjetsku turneju, te su nakon Britanije i Europe održali nekoliko koncerata u Južnoafričkoj Republici, što je izazvalo velike proteste i kritike zbog politike apartheida koja je bila tada na svom vrhuncu u toj zemlji. Sastav je godinu završio izdavanjem znakovitog Božićnog singla "Thank God it's Christmas".

### Live Aid i kasnije godine (1985. – 1990.)
1985. godine Queen su nastavili svoju turneju te održali dva koncerta u Rio de Janeiru, kao nositelji na prvom "Rock in Rio" festivalu, svirajući dvije noći pred 300 000 ljudi svaki nastup. Selekcija najboljih izvedbi s oba koncerta je bila izdana na video kaseti "Queen: Live In Rio", koja je opet postala broj 1 na video top listama. U travnju je Freddie Mercury izdao svoj prvi samostalni album Mr. Bad Guy. Nakon pauze od par mjeseci, turneja je nastavljena u Australiji, Novom Zelandu i Japanu. Vrhunac turneje je bio fantastični nastup sastava na Live Aid koncertu u Londonu, koji je ponovno vratio sastav na staze slave i privukao mnoštvo novih poklonika. 20-minutni nastup na kojemu su izveli neke od svojih najpoznatijih skladbi se smatra koncertnim vrhuncem Queena i jednom od najboljih koncertnih izvedbi ikad. Iskustvo nastupa na Live Aid humanitarnom koncertu ih je nadahnulo da prvi put sva četvorica naprave zajedno pjesmu, a rezultat je bio hit singl "One Vision", jedna od njihovih najboljih rock himni. Isto tako krajem godine izdali su sve svoje dotada izdane albume u box setu The Complete Works, uključujući i album "B" strana singlova koji nisu bili objavljeni na albumima.
Početkom sljedeće 1986. godine sastav je izdao svoj novi album A Kind of Magic, koji se uglavnom sastojao od pjesama napravljenih za film Highlander. Album je bio vrlo uspješan, postavši britanski broj jedan i dosegnuvši četverostruku platinastu nakladu u U.K. Nastavio je trend prethodnika, kombinirajući pop-rock i hard rock. Naslovna pjesma albuma i tema iz filma "A Kind of Magic" je bila još jedan britanski i europski megahit za sastav, a uspješni singlovi su bili i "Friends Will be Friends" te sjajna "Who Wants to Live Forever". Sredinom 1986. godine uslijedila je i njihova dvomjesečna europska stadionska turneja, nazvana "Magic Tour", koja je bila i njihova posljednja turneja. Vrhunci ove grandiozne turneje koja je oborila sve dotadašnje rekorde posjećenosti su bili nastupi na Wembley stadionu u Londonu, koji su kasnije izdani na dvostrukom cd-u i dvd-u kao Live At Wembley 86. Zadnji koncert turneje i karijere Queen su odsvirali u Knebworth Parku pred 120 000 obožavatelja. Krajem godine izdan je koncertni album Live Magic koji je donio vrhunce s tri najbolja koncerta na turneji, kao i video kaseta "Queen: Live In Budapest" s nastupa na Nep stadionu u Budimpešti (prvi stadionski rock koncert u bivšem "Istočnom bloku").
1987. godina je bila još jedna godina odmora za sastav, čiji članovi su se posvetili samostalnim projektima i sređivanju privatnih života. Sumnje o zdravstvenom stanju pjevača Mercuryja koji je neprestano vodio iznimno raskalašen život potvrdile su se opravdanima. Pjevač se testirao na AIDS i rezultati su nažalost bili pozitivni. Povukao se u svoj dom u Garden Lodge-u u Londonu i odgodio sve aktivnosti vezane za sastav. Za bolest je znalo samo dvoje, troje njemu najbližih ljudi. Ista godina je međutim donijela njegov drugi samostalni projekt: s opernom pjevačicom Montserrat Caballé snimio je album Barcelona. Roger Taylor je osnovao novi sastav The Cross, jer nije mogao izdržati bez sviranja i turneja, dok je May gostovao na koncertima raznih izvođača, te je počeo pripremati svoj prvi samostalni album.
1988. godine nakon dugogodišnjih bračnih problema razveli su se i May i Taylor, te napokon javno počeli izlaziti sa svojim novim djevojkama, o čemu je, kao i o Mercuryjevom zdravlju naveliko pisao britanski tisak. Iste godine Taylorov sastav The Cross izdaje svoj album Showe It i kreće na europsku turneju. Tijekom londonskih koncerata gostovali su i preostali članovi Queena, što ih je opet zbližilo i nagnalo da započnu rad na svom novom albumu.
Nakon dvije godine pauze i niza privatnih problema 1989. godine sastav se ponovno okupio i izdao svoj trinaesti studijski album nazvan The Miracle, koji odmah postaje britanski broj jedan. Na albumu po prvi puta u karijeri zajedno surađuju na pjesmama, koje su potpisane imenom sastava. Glazbeno, album je nastavio trend prethodna dva, s nešto "tvrđim" zvukom i dao je prve naznake povratka sastava svom prvotnom zvuku iz sedamdesetih. Bio je prvi album Queena s kojega je izdano pet singlova u Britaniji i Europi; osim megauspješnog hard rock anthema "I Want It All" (britanski broj 3 i prvi US top 40 hit nakon punih pet godina), uspješnice su bile i "Breakthru", "The Invisible Man" i naslovna skladba "The Miracle". Ovaj album je također postao njihov prvi album koji neće biti promoviran uživo. Sastav je znao da nešto nije u redu s Freddijevim zdravljem, ali nisu znali što. Bili su vrlo razočarani neodlaskom na turneju i što tako malo rade, ali Mercury je uporno tvrdio da je s njime sve u redu i odbijao odlazak na turneju. Krajem godine Queen su proglašeni najboljim britanskim rock sastavom osamdesetih i dobili su priznanje za izniman doprinos britanskoj glazbi.

### Mercuryjeva smrt i devedesete (1990. – 2000.)
Sredinom 1990. godine na Mercuryjevo uporno inzistiranje sastav se okuplja u svom studiju u Montreuxu u Švicarskoj i počinje rad na novim pjesmama. Tada se već uočava loše fizičko stanje pjevača koje više nije bilo moguće sakrivati, te se Mercury napokon otvara ostatku sastava i govori o svom zdravstvenom stanju. Nakon prvotnog šoka započinje snimanje novoga albuma na koji će se itekako odraziti trenutno stanje u sastavu i bolest Mercuryja. Album nazvan Innuendo izlazi početkom 1991. godine i ponovno postaje britanski broj jedan, te je hvaljen od kritike i publike kao najbolje izdanje sastava u zadnje vrijeme. Albumu je prethodio istoimeni šest i pol minutni singl koji postaje njihov treći britanski broj 1 hit; žestoka, mračna i progresivna pjesma na kojoj je gostovao gitarist Steve Howe. Stilski, album je povratak sastava svojim korijenima i ranim danima, s manjim naglaskom na pop-rock, a većim na hard rock i progresivnost skladbi. Ostali uspješni singlovi su bili psihodelična "I'm Going Slightly Mad", heavy metal broj "Headlong", te fenomenalna "The Show Must Go On". Svjesni da je Freddieju ostalo još nekoliko mjeseci života, sastav odlučuje napraviti još nekoliko pjesama, od kojih su neke snimljene i kasnije objavljene na postumnom albumu Made in Heaven 1995. godine. Nepunih mjesec dana prije Mercuryjeve smrti sastav objavljuje svoj drugi kompilacijski album Greatest Hits II, koji isto dospijeva na broj 1 britanske liste i donosi presjek najvećih hitova sastava iz osamdesetih i s albuma Innuendo. Kompilacija je u međuvremenu postala jedan od najprodavanijih britanskih albuma ikad. 23. studenog 1991. Freddie Mercury napokon daje izjavu za tisak i medije u kojoj navodi da boluje od AIDS-a, a umire od upale pluća izazvane AIDS-om dan poslije i njegova smrt značila je i kraj Queena.
Nakon toga preostali članovi sastava su odlučili ponovno izdati njihov najpoznatiji singl "Bohemian Rhapsody" zajedno s oproštajnom pjesmom Mercuryja s albuma Innuendo "These Are the Days of Our Lives" kao dvostruki singl koji je postao još jedan britanski božićni broj 1 hit. Pola godine poslije toga, nakon raznih nagrada i priznanja, May, Taylor i Deacon su u čast svom pjevaču i frontmanu odlučili organizirati koncert pod nazivom Freddie Mercury Tribute Concert u travnju 1992. na londonskom stadionu Wembley. Bili su pozvani mnogi glazbenici prijatelji sastava koji su zajedno s preostalom trojicom članova Queena izveli pjesme iz kataloga sastava i cijeli koncert je bio veliki spektakl. Sva zarada od ulaznica išla je u dobrotvorne svrhe, u organizaciju za borbu protiv AIDS-a Mercury Phoenix Trust. Koncert je ušao u Guinnessovu knjigu rekorda kao najveći dobrotvorni rock koncert i smatra se jednim od najvećih koncerata ikad održanim. Brian May se posvetio samostalnoj karijeri i napokon izdao svoj prvi samostalni album, hvaljeni i uspješni Back To The Light, te je oformio svoj vlastiti sastav i krenuo na turneju. 1993. godine izdao je i koncertni album s turneje Live At Brixton Academy. Roger Taylor je raspustio svoj sastav i 1994. godine izdao svoj treći samostalni album Happiness?, s kojim je isto postigao uspjeh i krenuo na europsku turneju. Treći član sastava, John Deacon, se odlučio za mirovinu. 1995. godine Queen je dovršio album, započet još 1991. kojega su simbolično nazvali Made in Heaven, po istoimenoj pjesmi Freddija Mercuryja i koji je postao britanski broj jedan odmah po izlasku. Na njemu su se osim nekoliko pjesama nastalih za vrijeme snimanja albuma Innuendo, našle još i nove verzije pjesama s nekih samostalnih albuma članova sastava, poput Freddijeve "Made in Heaven" i "I Was Born To Love You", Rogerova "Heaven For Everyone", koju je bio snimio za The Cross, te Brianova "Too Much Love Will Kill You". Bio je to i posljednji album kojeg je sastav Queen pod tim imenom snimio. Brian May ponovno se vratio samostalnoj karijeri, isto kao i Roger Taylor. Obojica su 1998. godine izdali samostalne albume, ali nisu ponovili uspjeh svojih prethodnih izdanja. U međuvremenu sastav se još jednom okupio kako bi snimili pjesmu "No One But You (Only The Good Die Young)", posvećenu svom preminulom pjevaču, koju je napisao Brian May i koju su objavili na kompilaciji svojih rockerskih hitova i standarda Queen Rocks. Također, nastupili su jedanput i uživo u Parizu 1997. godine, s Eltonom Johnom i izveli pjesmu "The Show Must Go On". Spomenuti nastup je bio i posljednji za Johna Deacona, koji se vratio svom mirnom i povučenom životu. Izvedba pjesme se našla na kompilaciji Greatest Hits III iz 1999. godine, zajedno s drugim pjesmama izvedenim s drugim izvođačima, manjim hitovima sastava iz osamdesetih, te samostalnim hitovima članova Queena.

## Članovi
Freddie Mercury (1946. – 1991.) – vokal, klavir i klavijature – najpoznatiji je kao glavni vokalist i frontman sastava; napisao je većinu pjesama koje se mogu naći na njihovom Greatest Hits albumu. Snimio je i nekoliko samostalnih albuma: Mr. Bad Guy te Barcelona s opernom pjevačicom Montserrat Caballé.
Brian May CBE (1947.) – gitara, pozadinski vokal, klavir i klavijature – glavni gitarist sastava; zajedno s bubnjarom Rogerom Taylorom, bio je član sastava Smile koji je vremenom postao Queen; kao dječak je napravio Red Special, gitaru na kojoj i dan danas svira; uz Mercuryja glavni tekstopisac i skladatelj sastava. Snimio je i samostalne albume Back to the Light i Another World.
John Deacon (1951.) – bas, ritam gitara i klavijature – svirao je bas i jedina je osoba koja nikada nije pjevala ni na jednom Queen albumu; posljednji se pridružio grupi 1971; napisao je najmanje pjesama od svih u grupi, ali je napisao neke od najvećih hitova grupe kao što su: Another One Bites the Dust, You're My Best Friend i I Want to Break Free.
Roger Taylor (1949.) – bubnjevi, pozadinski vokal i klavijature – bubnjar sastava, u sedamdesetima je pjevao glavni vokal na pjesmama koje je on napisao i skladao; autor "klasičnih" skladbi sastava poput I'm in Love With My Car, Sheer Heart Attack, Radio Ga Ga i A Kind of Magic. Snimio je najviše samostalnih albuma od svih članova sastava, ukupno četiri albuma.

## Studijski albumi
1. Queen (1973.) #24 VB
2. Queen II (1974.) #5 VB
3. Sheer Heart Attack (1974.) #2 VB, #11 SAD
4. A Night at the Opera (1975.) #1 VB, #4 SAD
5. A Day at the Races (1976.) #1 VB, #5 SAD, #1 Japan
6. News of the World (1977.) #4 VB, #3 SAD, #3 Japan
7. Jazz (1978.) #2 VB, #6 SAD
8. The Game  (1980.) #1 VB, #1 SAD
9. Flash Gordon (1980.) #10 VB, #23 SAD, #1 Austrija
10. Hot Space (1982.) #4 VB, #22 SAD, #1 Austrija
11. The Works (1984.) #2 VB, #23 SAD
12. A Kind of Magic (1986.) #1 VB, #46 SAD
13. The Miracle (1989.) #1 VB, #24 SAD, #1 Austrija, #1 Švicarska
14. Innuendo (1991.) #1 VB, #30 SAD, #1 Švicarska
15. Made in Heaven (1995.) #1 VB, #58 SAD, #1 Austrija, #1 Švicarska
16. The Cosmos Rocks (2008.)

## Poznatije skladbe
- Bohemian Rhapsody
- We Are the Champions
- We Will Rock You
- Love of my life
- Another One Bites the Dust
- Crazy Little Thing Called Love
- Somebody to Love
- Under Pressure
- Radio Ga Ga
- I Want to Break Free
- You're My Best Friend
- Killer Queen
- The Show Must Go On
- Who Wants to Live Forever
- I Want It All
- A Kind of Magic